# Patrick Andrey
 (mai 2018).
Patrick Andrey Mitram est un auteur-compositeur-interprète et arrangeur musical français originaire de Saint-Joseph en Martinique, né le 6 janvier 1968.
À son arrivée en France, Patrick Andrey entreprend en 1994 des études en musicologie à l'Université Paris VIII en Seine Saint-Denis. Il suit les cours de composition, de contrepoint et d'harmonie avec le Maestro Tsvétan Dobrev au conservatoire Russe Rachmaninov. Il se perfectionne en prenant des cours particuliers d'orchestration avec Francis Bayer, compositeur et professeur à l'université.

## Discographie

### Albums Solos Studio
- 2000 : 1er album solo « Andrey »
- 2004 : 2e album solo « De jour comme de nuit », Debs Music
- 2006 : 3e album solo « Intime », Section Zouk
- 2011 : 4e album solo « Night Club », Section Zouk

### Albums Concepts Studio
- 1996 : Kero'zen, Debs music
- 1996 : Cap Love, Debs music
- 1998 : Cap Love vol.2, Debs music
- 1998 : Koud’kè, Debs music
- 2001 : Face à Face, Section Zouk
- 2003 : Face à Face vol.2, Wagram Music
- 2005 : Face à Face vol. 3 « Trinity », Section Zouk
- 2008 : Face à Face vol. 4 « Forever », Section Zouk
- 2010 : Face à Face Collector, Section Zouk
- 2013 : Face à Face vol. 5 « 5 Étoiles », Section Zouk

### Best of
- 2004 : Best Of « Hit'Story 1 », Debs Music
- 2014 : Best Of « Simple au double »
- 2016 : Best Of « Hit'Story 2 »
- 2016 : Best Of « Le meilleur de Patrick Andrey »
- 2016 : Best Of « Les meilleurs duos de Patrick Andrey »

### Singles
- 2011 : C'est pas la peine (Soley Dancefloor)
- 2013 : Mélinda (Rick Drey Music)
- 2014 : Dans tes rêves,Love de toi, Le temps i efface pa rien (feat. N'rick)
- 2014 : Plus fort que tout  (feat Nelly Joumaa)
- 2015 : Flash-back (Rick Drey Music)
- 2015 : Paré krazé (Unity 4 Zouk)
- 2016 : Top secret (Rick Drey Music)
- 2016 : Taxes (Rick Drey Music)
- 2016 :  An plen tchè (Rick Drey Music)
- 2017 :  A jamais (Rick Drey Music)
- 2018 :  Anti stress (unity 4 zouk)
- 2018:  Kité-y woulé (Unity 4 zouk)
- 2019 :  vini'w la ft Ambiance 3D (Rick Drey Music)
- 2019 :An ké ba'w ft Ambiance 3D (Rick Drey Music)
- 2019 : Respé (A2) ft Jean-Marc Templet(Rick Drey Music)
- 2019 : Dékalé'w (A2) ft Jean-Marc Templet(Rick Drey Music)

### Collaborations artistiques (compositions)
- 2000 : Inméw en secret (Leïla Chicot), Section Zouk
- 2002 : Nou adan lanmou (Michel Linérol), Backline Productions
- 2003 : An nou voyagé (D'fi), Pastel Prod. (album "D'fi")
- 2004 : Tout' moun' konnin' (Kot' west), Rick Drey Music
- 2005 : Mové zanmi (Cedric Zamia) Pastel Prod. (album "en plen sièl" )
- 2007 : Peut-être demain, Je m'envole (Jessye Belleval), Section Zouk, (album "Je m'envole" )
- 2007 : Tu n'as pas su, An ké touché'w, Tu m'as fait mal (Elody Marquant), Section Zouk (album "Etat d'âme" )
- 2010 : Mon amour (Jessye Belleval)
- 2014 : C'est un signe (Jessye Belleval)
- 2015 : Même si (Jessye Belleval)
- 2015 : C'est pour toi (Jean-Marc Templet)
- 2015 : Asou dow (Michel Linérol), Backline Productions
- 2016 : Le seul (Edwine Lagier)
- 2017 : Mes Sentiments (Edwine Lagier)
- 2017 :  Pourquoi je t'aime (Pharaon)
- 2017 :  Sa pa ka fè ayen (Stephane Ravor)
- 2018 :Edwine Lagier : Alé a se ta'w
- 2019 : Jean-Marc Templet : Le pouvoir (pacha)
- 2020 : Toto Patrick : Cherie bondowoé (Rick Drey Music)
- 2021 : Mé sa pas bon (Jean-Marc Templet)[2]

### DVD
- 2006 : DVD « Patrick Andrey: Tous ses tubes images »

## Clips réalisés
- 2004 : Dans mes veines
- 2004 : Ovwa chérie
- 2006 : À demi-mot
- 2014 : Dans tes rêves (co-réalisation avec N'rick)
- 2015 : Flash-back (co-réalisation avec N'rick)
- 2015 : Top secret
- 2015 : Oui ce soir (Jean-Marc Templet)
- 2015 : C'est pour toi (Jean-Marc templet)
- 2015 : Le seul (Edwine Lagier / co-realisation avec n'rick)